# Giby (SIMC 0757476)
Giby – osada leśna w Polsce, położona w województwie podlaskim, w powiecie sejneńskim, w gminie Giby.
W latach 1975–1998 miejscowość administracyjnie należała do województwa suwalskiego.
Giby o identyfikatorze SIMC 0757476 są jedną z dwóch osad leśnych o tej samej nazwie na terenie tej gminy. Drugą z nich są Giby o identyfikatorze SIMC 0757482.